# 勾陳增六
小熊座24，又名BD+86 272，HD 166926、SAO 2940、HR 6811，是小熊座的一颗恒星，视星等为5.79，位于銀經119.7，銀緯28.14，其B1900.0坐标为赤經18h 7m 47.5s，赤緯+86° 28.14′ 38″。